# Moosbergsee
Der Moosbergsee, auch Alter Moosbergsee im Unterschied zum erst nach dem Abbau des Moosbergs entstandenen Neuen Moosbergsees, ist ein Moorsee im Murnauer Moos, der zum Naturschutzgebiet Murnauer Moos gehört. Er wird oberflächlich über kleinere Gräben gespeist und entwässert über einen Graben in Richtung Rechtach. Es besteht zeitweise Betretungsverbot.
Weitere Kleinseen im Murnauer Moos sind Langer-Köchel-See, Schwarzsee, Krebssee, Neuer Moosbergsee, Haarsee und Rollischsee.